# ظروف منقاردار

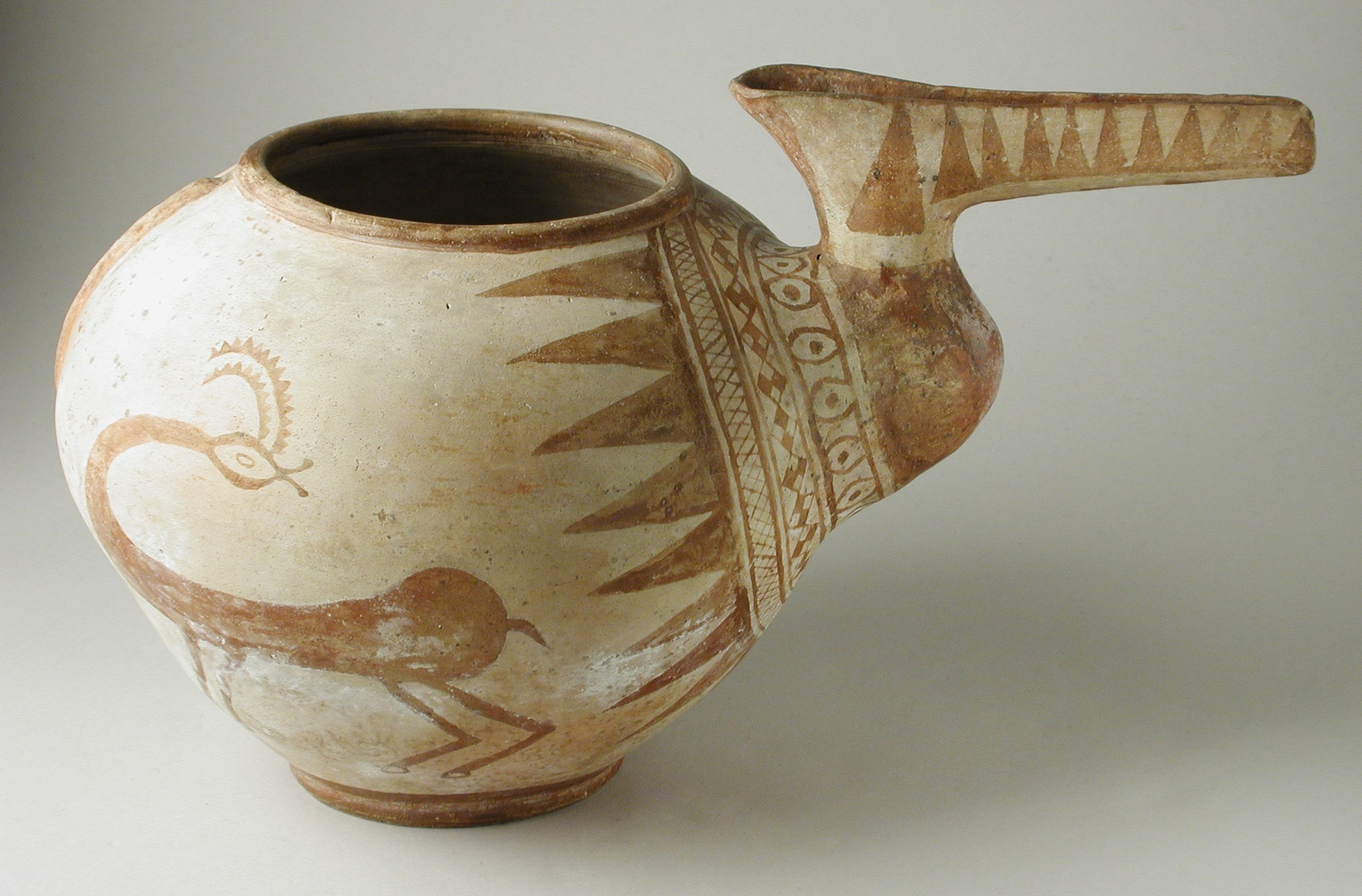
نمونه‌ای از ظرف‌های نوک‌دار تازه ساخته‌شده در ایران

ظروف منقاردار یا پارچ‌های منقاردار (به انگلیسی: Beak-spouted ewer) تنگ یا ظروفی هستند که لب آنان به شکل نوک پرنده شکل گرفته‌است.
در ابتدا ظروف منقاردار توسط تمدن اتروسک ساخته‌شده و مورد استفاده قرار گرفتند. سلت‌ها برخی از این ظروف را با کشتی وارد کرده و شروع به کپی‌برداری از آنها کردند. آنها متناسب با علاقه خود انواع مختلفی را توسعه دادند. ظروف یا از برنز یا از خاک رس ساخته می‌شدند.
ظروف نوک‌دار معروف سلت‌ها در هسن و درنبرگ در نزدیکی هالاین در اتریش یافت شده‌اند.
در منطقه تپه سیلک کاشان در دوره دوم عصر آهن، نمونه‌های منحصر به فردی از ظروف نوک‌دار تکامل یافته، دهان گشاد و پایه بلند تولید شده‌است. این ظروف نوک‌دار با شکل‌هایی از جانوران و طرح‌هایی هندسی به رنگ سرخ در زمینه کرم تزیین می‌شدند.